# Misal kneza Anža Frankopana
Misal kneza Anža Frankopana povijesni je roman hrvatskoga književnika Tomislava Beronića iz 2023., u potpunosti napisan i tiskan na glagoljici. Prvo je takvo djelo objavljeno u Hrvatskoj nakon 1905., kada je izdano zadnje izdanje Parčićeva misala.
Radnja je vezana uz hrvatski glagoljski prvotisak, Misal po zakonu rimskoga dvora, prateći kroz jedno desetljeće život Ivana (Anža) VIII. Frankopana Brinjskog, koji pokušava vratiti svoje posjede u Brinju od generala Blaža Mađara. Tražeći pomoć kod mletačkoga dužda otkriva u Mletcima tiskarski stroj te odlučuje tiskati glagoljski misal, uspostavivši tiskaru u Kosinju.
Roman je objavljen od 540. obljetnici tiskanja hrvatskoga prvotiska u Kosinju. Družba "Braća Hrvatskoga Zmaja" darovala ga je papi Franji tijekom Zmajskog hodočašća u Rim u studenom 2023. godine.